# Lagares (Felgueiras)
Lagares ist ein Ort und eine ehemalige Gemeinde (Freguesia) in Portugal.
Lagares gehört zum Kreis Felgueiras im Distrikt Porto in der Região Norte. Die Gemeinde hatte eine Fläche von 2,8 km² und 2325 Einwohner (Stand 30. Juni 2011).
Am 29. September 2013 wurden die Gemeinden Lagares, Varziela, Moure, Margaride (Santa Eulália) und Várzea zur neuen Gemeinde União das Freguesias de Margaride (Santa Eulália), Várzea, Lagares, Varziela e Moure zusammengeschlossen.